# Васев, Михаил Александрович
Михаил Александрович Васев (1919—1999) — советский офицер-танкист в годы Великой Отечественной войны, Герой Советского Союза (3.06.1944). Гвардии лейтенант.

## Биография
Родился 10 мая 1919 года в деревне Развилы ныне Большесосновского района Пермской области. Из крестьян. Русский.
Когда ему исполнился всего лишь месяц, отца убили колчаковцы. Семья бедствовала, в поисках работы часто переезжали с места на место. В 1935 году он окончил семилетнюю среднюю школу в Новосибирске. Начал работать учеником слесаря в котельном цехе, затем электриком.
В 1939 году был призван на действительную военную службу в ряды Красной Армии. Служил в танковых частях.
В составе действующей армии сражался на фронтах Великой Отечественной войны с ноября 1941 года. Был механиком-водителем, командиром танка, командиром танкового взвода.
Вступил в ВКП(б).
Командир танкового взвода 23-й отдельной гвардейской Ельнинской танковой бригады 33-й армии Западного фронта гвардии лейтенант Михаил Александрович Васев отличился в декабре 1943 года районе деревни Тулово-2 Лиозненского района (южнее Витебска). Танковая бригада была введена в бой для завершения прорыва первого вражеского рубежа обороны и в дальнейшем должна была перерезать линию железной дороги Витебск — Орша.
При прорыве первого рубежа обороны танк Т-34 лейтенанта Васева двигался на максимальной скорости и первым ворвался на позиции врага, уничтожив противотанковое ружьё, две пулеметные точки, два блиндажа и до взвода гитлеровцев.
Продолжая наступление, танк под огнём гитлеровцев углубился в тыл противника на десять километров, достиг второй линии немецкой обороны и уничтожил там два артиллерийских орудия, миномётную батарею, четыре блиндажа с солдатами и две пулемётные точки.
В это время Васев не заметил, что немцы сумели артиллерийским огнём и танковой контратакой приостановить продвижение советских войск на этом участке фронта и его машина осталась одна, поэтому он продолжил движение к третьей линии обороны, и (пройдя пятнадцать километров в тылу противника) уничтожил двигавшийся по дороге немецкий обоз (до взвода пехоты с военным грузом). В дальнейшем, достигнув насыпи, танк перекрыл дорогу к деревне Иванкино, преградив путь отхода подразделениям противника и выполнив поставленное перед боем задание.
Немцы начали обстреливать танк. После того, как по танку открыло огонь противотанковое орудие, Васев приказал уйти в ложбину. Во время смены позиции гусеница Т-34 была повреждена снарядом.
В дальнейшем, экипаж отбил несколько атак противника, уничтожил противотанковое орудие (которое противник выкатил на открытую позицию для выстрела прямой наводкой) и более сорока солдат и офицеров.
За образцовое выполнение боевых заданий командования на фронте борьбы с германским фашизмом и проявленные при этом отвагу и геройство, Указом Президиума Верховного Совета СССР от 3 июня 1944 года гвардии лейтенанту Васеву Михаилу Александровичу присвоено звание Героя Советского Союза.
В дальнейшем М. А. Васев командовал танковой ротой.
В 1945 году был направлен на учёбу и окончил Высшую офицерскую школу бронетанковых и механизированных войск. В 1946 году капитан М. А. Васев уволен в запас.
Жил в городе Омске. Работал слесарем в производственном объединении «Сибзавод».
Умер в декабре 1999 года. Похоронен на Северо-Восточном кладбище в Омске.

## Награды
- медаль «Золотая Звезда»[2] (№ 3674)
- орден Ленина[2]
- орден Отечественной войны 1-й степени[2]
- медаль «За отвагу»[2]
- медаль «За победу над Германией в Великой Отечественной войне 1941—1945 гг.»[2]
- медаль «За доблестный труд. В ознаменование 100-летия со дня рождения Владимира Ильича Ленина» (1970)[2]
- ряд других медалей СССР и РФ[2][4].

## Память
- В апреле 2005 года улице в посёлке Крутая Горка (в Октябрьском административном округе города Омска) было присвоено имя Героя Советского Союза М. А. Васева[3].